# East River Bay
East River Bay – zatoka (ang. bay) zatoki Mahone Bay w kanadyjskiej prowincji Nowa Szkocja, w hrabstwie Lunenburg; nazwa urzędowo zatwierdzona 17 stycznia 1951.